# Michel de Certeau
Michel de Certeau (Chambéry, 17 de mayo de 1925-París, 9 de enero de 1986) fue un sociólogo, historiador, teólogo, semiólogo y filósofo francés. Sus investigaciones abarcan desde la historia de la mística y las corrientes religiosas de los siglos XVI y XVII, hasta la hermenéutica del Mayo francés.

## Trayectoria
Michel de Certeau, nacido en 1925 en Saboya, tuvo una educación ecléctica, siguiendo la tradición medieval de la peregrinatio academica. Tras obtener los títulos en lenguas clásicas y en filosofía, en las universidades de Grenoble y de Lyon, estudió las obras de Pedro Fabro (Pierre Favre [1506-1546]) en la École pratique des hautes études (París) con Jean Orcibal.
Inició su formación religiosa en el seminario de la Universidad de Lyon, y entró en 1950 en la Compañía de Jesús. Se ordenó como sacerdote católico en 1956 y obtuvo su doctorado en teología en la Universidad de la Sorbona, de París, en 1960.
Fue un estudioso de las fuentes del primer siglo de operaciones de la Compañía de Jesús (1540-1640) y un historiador de la mística del Renacimiento en la época clásica. Es uno de los fundadores en 1964 de la Escuela Freudiana de París (Francia), dirigida por Jacques Lacan.
Reflexionó sobre el Mayo francés, momento decisivo en que, a su juicio, se tomó la palabra como se tomó la Bastilla en 1789.[cita requerida] Es un admirador de las artes del hacer, que organizan la vida cotidiana del hombre común. Debatió muchos postulados de las ciencias sociales y humanas.
Impartió clases de Historia y Antropología en la Universidad de París VIII-Vincenes de 1968 a 1971; y de 1971 a 1978 en París VII-Jussieu.
Michel de Certeau fue director de estudios de l'École des Hautes Études et Sciences Sociales de París y profesor en San Diego y Ginebra.
Como historiador frecuentemente quiso dar explicaciones sobre la historia y su historiografía, pero la cuestión estaba realmente en la profundidad de su manera de concebir y de llegar a practicar su oficio de historiador. Se puede decir que es un apasionado historiador interesado por la epistemología, la mística y las corrientes religiosas de los siglos XVI y XVII.
De Certeau y el 68
El llamado Mayo francés provoca una gran impresión en De Certeau. En sus palabras significó "una ruptura instauradora" que generó un cambio en su forma de hacer uso de sus conocimientos. Durante este año, el jesuita recibe diversas invitaciones de círculos intelectuales de izquierda y es buscado por tomadores de decisiones del mundo político francés. Entre mayo y septiembre de 1968 escribe una serie de artículos en la revista mensual jesuita Études donde hace una lectura accesible sobre los acontecimientos de ese año, cuidando no hacer diagnósticos definitivos sino dejando la puerta abierta al debate sobre la situación y, sobre todo, sobre el futuro de la educación y la sociedad francesa. A raíz de su intervención en este tema, es invitado a ser relator del coloquio internacional de Arc-et-Senans celebrado en abril de 1972, preámbulo de la reunión de 1973 de Helsinki entre Ministerios de la comunidad donde se definiría la política pública cultural de Europa.

## La invención de lo cotidiano
Su obra La invención de lo cotidiano es fruto de una investigación sobre los problemas de la cultura y la sociedad francesa. Esta obra se realizó en dos tomos: el primero, llamado Artes del hacer, fue escrito completamente por De Certeau, mientras que el segundo tomo, titulado Habitar; cocinar, fue realizado con la colaboración de Luce Giard y Pierre Mayol y con la de Marie Ferrer. Este segundo tomo fue publicado por la Universidad Iberoamericana, el ITESO y el Centro Francés de Estudios Mexicanos y Centroamericanos, en el año 2000.
Según De Certeau, la vida cotidiana es distinta de otras prácticas de la existencia diaria porque es repetitiva e inconsciente. El estudio de De Certeau de la vida cotidiana no es el estudio de la "cultura popular", ni es necesariamente el estudio de las resistencias cotidianas a los regímenes de poder. En cambio, intenta delinear la forma en que las personas navegan inconscientemente todo, desde las calles de la ciudad hasta los textos literarios.
La práctica de la vida cotidiana distingue entre los conceptos de estrategia y táctica. De Certeau vincula "estrategias" con instituciones y estructuras de poder que son los "productores", mientras que los individuos son "consumidores" o "cazadores furtivos", actuando de acuerdo con, o en contra, los entornos definidos por las estrategias utilizando "tácticas". En el capítulo "Caminando en la ciudad", De Certeau afirma que "la ciudad" es generada por las estrategias de gobiernos, corporaciones y otros organismos institucionales que producen cosas como mapas que describen la ciudad como un todo unificado. De Certeau utiliza la imagen del World Trade Center en Nueva York para ilustrar la idea de una visión sinóptica y unificada. Por el contrario, el caminante a nivel de la calle se mueve de manera táctica y nunca completamente determinada por los planes de los organismos organizadores, tomando atajos a pesar de la red estratégica de las calles. El argumento de De Certeau es que la vida cotidiana funciona mediante un proceso de caza furtiva en el territorio de otros. Utilizando las reglas y los productos que ya existen en la cultura de una manera influenciada, pero nunca totalmente determinada, por esas reglas y productos.

## Obra
- La Culture au Pluriel, Union générale d'éditions,1974.
- L'Écriture de l'Histoire, Éditions Gallimard, 1975.[5]
- La Fable Mystique, vol. 1, XVIe-XVIIe siècles, Gallimard, 1982.[6]
- Histoire et psychanalyse entre science et fiction, Gallimard, 1987. (Rev. ed. 2002)
- La Faiblesse de Croire, ed. por Luce Giard, Seuil, 1987.
- L'Invention du Quotidien, vol. 1, Arts de Faire, Union générale d'éditions 10-18, 1980.[7]
- Une Politique de la Langue: La Révolution française et les Patois, l'enquête de Grégoire, Gallimard, 1975, con Dominique Julia y Jacques Revel.[8]
- La Possession de Loudun, Gallimard, 1970.[9]

Traducciones en español:
- La invención de lo cotidiano, México: Universidad Iberoamericana/ITESO/Centro Francés de Estudios Mexicanos y Centroamericanos, 1999.
- La debilidad de creer, Buenos Aires y Madrid: Katz Barpal Editores, 2006, ISBN 978-84-609-8359-0.
- La fábula mística. Siglos XVI - XVII, México: Universidad Iberoamericana, 2004; Madrid: Siruela, ISBN 978-84-9841-025-9.
- Historia y psicoanálisis, México: Universidad Iberoamericana, 2003.
- La escritura de la historia, México: Universidad Iberoamericana, 2006.
- La cultura en plural, Buenos Aires: Nueva Visión, 2004.
- El lugar del otro: historia religiosa y mística, Buenos Aires y Madrid: Katz Barpal Editores, 2007, ISBN 978-84-96859-04-3.